# Holger Bagger-Sørensen
Holger Bagger-Sørensen (født 17. januar 1943) er en vejlensisk forretningsmand, søn af Erik Bagger-Sørensen. I Vejle er han kendt under navnet tyggegummikongen på grund af hans tidligere stilling som administrerende direktør på tyggegummifabrikken Dandy, der i dag hedder Gumlink.
Bagger-Sørensen har været ansat i sin farfars og fars virksomhed siden 1971. Fra 1975-1991 var han adm. direktør, hvorefter han tiltrådte formandsposten for bestyrelsen. 
Holger Bagger-Sørensen var frem til 2015 bestyrelsesformand for Bagger-Sørensen & Co. A/S og Okono A/S.
Bagger-Sørensen er desuden kendt som en af de fire købmænd, der i 1988 investerede store summer i Vejle Boldklub. Indkøb af kendte spillere som Preben Elkjær, John Larsen og Keld Bordinggaard skabte store overskrifter, men ikke store resultater. I 1991 trak de fire købmænd sig ud af klubben, men sørgede på vej ud at sikre at klubben var gældfri. I dag er Holger Bagger-Sørensens søn, Steen Bagger-Sørensen, engageret i Vejle Boldklub som storaktionær.